# Стрьомсунд (община)
Община Стрьомсунд (на шведски: Strömsunds kommun) е разположена в лен Йемтланд, североизточна Швеция с обща площ 11 857 km2 и население 11 984 души (към 31 декември 2013). Административен център на община Стрьомсунд е едноименния град Стрьомсунд.